# Lestes japonicus
Lestes japonicus – gatunek ważki z rodziny pałątkowatych (Lestidae).